# Medalla Plus Ultra
La Medalla Plus Ultra es una condecoración civil española creada en el año 1926 para conmemorar el vuelo del Plus Ultra. Olvidada pocos años después, esta medalla fue recuperada después de la Guerra Civil como distinción entregada por el Instituto Nacional de Industria (INI).

## Primera época
La Medalla Plus Ultra, en su primera época, contó con una categoría única "Medalla de Oro" y tuvo por objeto recompensar grandes servicios a la Humanidad en su conjunto realizados por personas excepcionales que, por sus iniciativas, ciencia, gallardías, heroísmo y virtud hubieran superado los méritos extraordinarios de carácter nacional, premiando de esta forma a quienes se puede considerar, por la realización de estos hechos, ciudadanos universales. Durante este periodo la insignia de esta condecoración consistió en una medalla circular en la que, en su anverso, estaba representado el mundo colocado entre las dos columnas de Hércules, con una cinta en la que podía leerse el lema "NON PLUS ULTRA". En esta escena, el trozo de la cinta correspondiente a la palabra "NON" se encontraba arrancado por un león, de forma que se reflejaba el cambio en este lema (que pasó a ser Plus Ultra con el descubrimiento del continente americano. Sobre el conjunto mencionado figuraba la palabra "ESPAÑA" y  debajo la cifra 1926, año en el que fue creada estas condecoración. La medalla estaba rematada con la corona real española y, en su reverso, figuraba reproducido el escudo de España vigente en aquel momento. Llevan anexo el tratamiento de Excelencia o Excelentísimo o Excelentísima o Excelentísimo Señor o Excelentísima Señora.
Condecorados (Primera época):
- 1926:
  - Ramón Franco Bahamonde
  - Santiago Ramón y Cajal
- 1927:
  - Charles Lindbergh
- 1928:
  - Guillermo Marconi
  - Roald Amundsen

## Segunda época
Durante la posguerra española, se decidió crear una distinción asociada al Instituto Nacional de Industria (INI), organismo creado en 1941 con el objetivo, según consta en su ley fundacional, «Propulsar y financiar, en servicio de la Nación, la creación y resurgimiento de nuestras industrias, en especial de las que se propongan como fin principal la resolución de los problemas impuestos por las exigencias de la defensa del país o que se dirijan al desenvolvimiento de nuestra autarquía económica».
En su segunda época, como condecoración del INI, la Medalla Plus Ultra ha tenido tres categorías: 
- Medalla de Oro
- Medalla de Plata
- Medalla de Bronce

En todas las categorías la insignia es de forma irregular, semejante a un cuadrilátero y más larga que ancha. En la mitad izquierda del anverso (a la vista del espectador) puede leerse el lema que da nombre a la condecoración "PLVS VLTRA" y, debajo, las siglas "INI"  escritas con un tamaño muy superior a las letras del lema. En la mitad derecha de la medalla se encuentra reproducida una espiga de trigo. Las medallas de oro y plata están realizadas en estos mismos metales, mientras que la de bronce en metal con un baño que le otorga la apariencia de este. En todas las categorías, las medallas se portan sujetas con una cinta con el color del distintivo que le corresponda y todas ellas pendientes de un pasador dorado. La cinta se divide en tres franjas verticales, de color rojo la situada en la izquierda, blanca la central y negra la derecha. El grosor de la franja roja equivale a la suma de los correspondientes a las otras dos.

## Desposesión de distinciones
El agraciado con cualesquiera de las categorías que haya sido sentenciado por la comisión de un delito doloso o pública y notoriamente haya incurrido en actos contrario a las razones determinantes de la concesión de la distinción podrá, en virtud de expediente iniciado de oficio o por denuncia motivada, y con intervención del Fiscal de la Real Orden, ser desposeído del título correspondiente a la distinción concedida, decisión que corresponde a quien la otorgó.